# Рожева тетра
Рожева тетра (Hyphessobrycon rosaceus) — невеликий вид харацинових з південноамериканських країн Гаяни та Бразилії. Вона популярна у торгівлі акваріумами.

## Опис
Рожева тетра має світло-рожево-біле тіло з червоними плавцями, за винятком спинного плавця, який може бути чорним або білим, і хвостового плавника, який рожево-білий з двома еліптичними червоними плямами на ньому. Вона має слабку чорну лінію від верхньої частини очного яблука через зіницю до нижньої частини очного яблука. Як і багато інших тетр, самці мають довші спинні плавці, ніж самки.

## Поширення
У дикій природі рожева тетра мешкає в басейнах річок Ессекібо, Корантейн і Суринам у Південній Америці.

## Розмноження
Рожева тетра — це риба, що розкидає яйця зграєю, що нереститься в дикій природі. Одна самка може відкласти 100 яєць, як правило, рано вранці на рослини з дрібним листям.